# Дубовско-Качалинская железная дорога
Дубо́вско-Кача́линская желе́зная доро́га (также — Дубовская железно-конная дорога) — частная железная дорога в Российской империи на конно-бычьей тяге. Работала в 1846—1847 и 1850—1852 годах на территории нынешней Волгоградской области. Была построена для транспортировки грузов между Волгой и Доном, в 1855 году закрыта и продана на металлолом из-за ошибок в проектировании. Неудача проекта негативно сказалась на развитии города Дубовка, уступившего статус главного торгового центра региона Царицыну.

## Значение

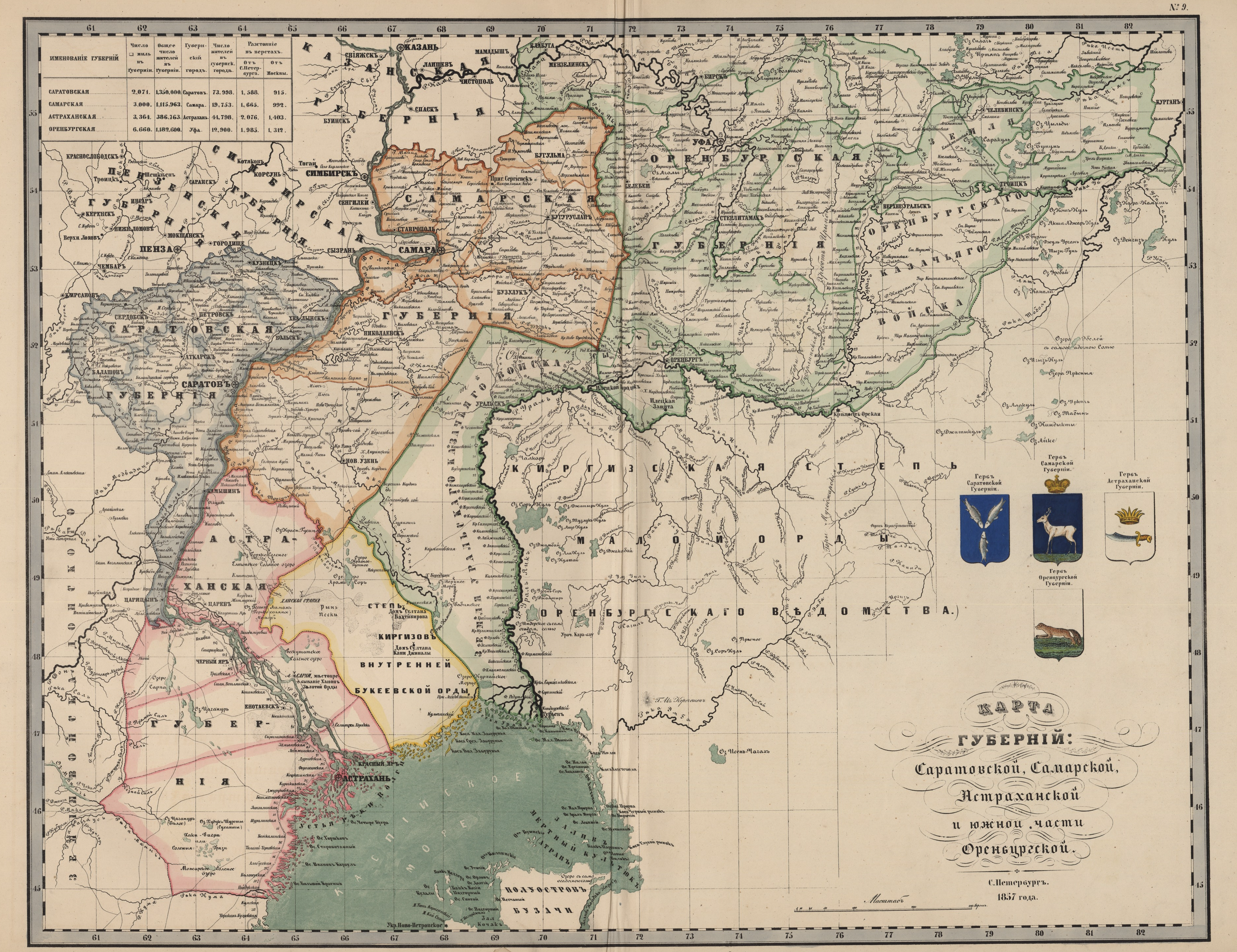
Дубовско-Качалинская конно-железная дорога на карте 1857 года.

Торговая дорога от Дубовки к берегу Дона в окрестностях станицы Качалино существовала с древних времен как волгодонская переволока. К середине XIX века значение переволоки между Волгой и Доном возросло — до появления железных дорог она была частью пути из причерноморских регионов в центр и на север России. «Основные правила об устройстве и содержании дорог в государстве», опубликованные в 1833 году, признавали наиболее значительными в Российской империи дороги южного направления и шедшие к западным и юго-западным границам. В зимний сезон в Дубовке собиралось до 12 000 возчиков, при местном населении, не превышавшем это число.
Александр Минх пишет: 

«Благодаря своему выгодному положению Дубовка давно сделалась важным торговым пунктом и богатела от транспортировки грузов: сюда сплавлялись сверху лес, деготь, смолу, железо и хлеб, шедший для кавказских войск и в Ростов для заграничной торговли. Речкою Доном приплавлялись крымские и донские вина, сухие фрукты, деревянное масло, свиное сало и другие произведения южного края. Перевозка грузов производилась на тачках и фурах, в которые впрягались одна, две или более пар волов. Несмотря на массу быков у донских казаков и в окольных селениях, они не успевали удовлетворять действительной потребности».

## Владельцы
Акционерное общество «Компания железно-конной дороги между Волгой и Доном» было создано в 1843 году, его учредителями стали псковский помещик обер-егермейстер Дмитрий Васильчиков, тамбовский дворянин декабрист Александр Сабуров и советник коммерции Николай Попов.
Постройка дороги обошлась более чем в 372 тыс. руб.

## Эксплуатация
Открытие дороги состоялось 28 июля 1846 года. В первый же год работы выявились существенные технические недостатки. Из 300 вагонов более половины быстро оказались неисправными. Ошибочным оказалось решение не доводить дорогу до самых речных берегов. Донской конец ветки обрывался в 4 км от реки, волжский конец всего в 350 м, но на крутом подъёме, так что владельцы грузов вынуждены были фрахтовать фуры на этих малых расстояниях, неся дополнительные расходы. К тому же во время распутиц дорога, устроенная без насыпи, заплывала грунтом.
Фактически работа дороги была остановлена в 1852 году. Ещё через 3 года акционеры приняли решение закрыть проект, большая часть путей была продана на металлолом.

## После закрытия
Волго-Донская железная дорога по альтернативному маршруту, между Царицыном и Калачом, была запущена в 1862 году другой группой предпринимателей.
Остатки рельсовых путей сохранились в Дубовском районе возле хутора Спартак и получили статус памятника истории.